# جيب زائدي
الجيب الزائدي (بالإنجليزية: Hyperbolic Sine)‏ في الرياضيات هي دالة زائدية لها خصائص ومميزات مُعَرِّفَة لها.

## تعريف
يُرمز لدالة الجيب الزائدي بـ sinh (أو sh)[بحاجة لمصدر] وهي معرفة بالعلاقة التالية:
{\displaystyle \sinh :z\mapsto {\frac {\mathrm {e} ^{z}-\mathrm {e} ^{-z}}{2}}}
حيث {\displaystyle z\mapsto \mathrm {e} ^{z}} هو الأس المركب.
دالة الجيب الزائدي هي دالة فردية.
دالة الجيب الزائدية هي نظيرة دالة جيب الزاوية في الهندسة الزائدية.

## خصائص

### الخصائص العامة
- sinh هي دالة متصلة (مستمرة)، كما أنها دالة تامة الشكل؛ يعني أنها قابلة للاشتقاق إلى ما لا نهاية من المشتقات، أما مشتقتها الأولى فهي دالة جيب التمام الزائدي التي يُعبر عنها بـ cosh.
- sinh هي دالة زوجية.
- المشتق العكسي لـ sinh هو cosh + C، حيث أن C عدد ثابت لا متغير.
- عند القيام بعمليات تطبيقية لـ sinh على المجال ℝ فإن الدالة تكون رتيبة، بينما تكون مقعرة على المجال ]-∞,0[ في حين تكون محدبة على ]0,+∞[.

### الخصائص المثلثية
من خلال تعاريف الدالتين (جيب التمام الزائدي والجيب الزائدي)، يًمكن استنتاج المتساويات التالية:
{\displaystyle \mathrm {e} ^{z}=\cosh(z)+\sinh(z)}
{\displaystyle \mathrm {e} ^{-z}=\cosh(z)-\sinh(z)}
هذه المتساويات هي مماثلة لصيغة أويلر في علم المثلثات الكلاسيكية.
إذا كانت الإحداثيات ((cos(t), sin(t)) تُحدد دائرة، فإن نفس الإحداثيات ((cos(t)، sin(t)) تُحددان الجزء الموجب من القطع الزائد، إذن لكل {\displaystyle t>0} فإن:
{\displaystyle \cosh ^{2}\left(t\right)-\sinh ^{2}\left(t\right)=1}.
من ناحية أخرى، لكل {\displaystyle x\in \mathbb {R} } :
{\displaystyle \sinh(\mathrm {i} x)={\frac {\mathrm {e} ^{\mathrm {i} x}-\mathrm {e} ^{-\mathrm {i} x}}{2}}=\mathrm {i} \sin(x)} ;
{\displaystyle \sinh(x)=-\mathrm {i} \sin(\mathrm {i} x)} ;
{\displaystyle \sinh(x+y)=\sinh(x)\cosh(y)+\cosh(x)\sinh(y)} ;
{\displaystyle \sinh ^{2}\left({\frac {x}{2}}\right)={\frac {\cosh(x)-1}{2}}}.
استخدام الصيغ المثلثية مثل {\displaystyle \tan(2t)={\frac {2\tan t}{1-\tan ^{2}t}}} يُمَكِّنُ من الحصول على علاقات أكثر تفصيلا، وذلك على غرار:
{\displaystyle \sinh(x)={\frac {-1}{\tan \left(2\arctan \left(\mathrm {e} ^{x}\right)\right)}}} ;

### دالة الجيب الزائدي في متسلسلة تايلور
في متسلسلة تايلور، يُصبح تعبير دالة Sinh على الشكل التالي:
{\displaystyle \sinh z=z+{\frac {z^{3}}{3!}}+{\frac {z^{5}}{5!}}+\dots =\sum _{n=0}^{+\infty }{\frac {z^{2n+1}}{(2n+1)!}}}.

## القيم
هذه بعض قيم دالة Sinh:
- {\displaystyle \sinh(0)=0} ;
- {\displaystyle \sinh(1)={\frac {\mathrm {e} ^{2}-1}{2\mathrm {e} }}} ;
- {\displaystyle \sinh(\mathrm {i} )=\mathrm {i} \sin(1)}.

## الأصفار
الدالة Sinh لها جذر حقيقي {\displaystyle x=0} وجذور خيالية محضة حيث: {\displaystyle z\in \mathbb {C} \quad \sinh(z)=0\Leftrightarrow z\in \mathrm {i} \pi \mathbb {Z} }.

## الدالة العكسية

رسم بياني للدالة العكسية للجيب الزائدي على جزء من ℝ.

الدالة sinh تقبل دالة عكسية يُرمز لها بـ arsinh (أو argsinh أو argsh أو في بعض الأحيان sinh-1)، وتُسمى الدالة العكسية لدالة الجيب الزائدي، وهي دالة متعددة الفروع، لكن لها فرع رئيسي وعادة ما يكون معرف على: {\displaystyle \left]-\infty \mathrm {i} ,-\mathrm {i} \right]} و {\displaystyle \left[\mathrm {i} ,+\infty \mathrm {i} \right[} : 

بحيث:
{\displaystyle \operatorname {arsinh} (z)=\log \left(z+{\sqrt {1+z^{2}}}\right)},
وبما أن {\displaystyle \log } و{\displaystyle {\sqrt {~}}} هي دوال تنتمي إلى اللوغاريتم العقدي والجذر التربيعي العقدي، إذن إذا كانت {\displaystyle \sinh Z=z} فإن:
{\displaystyle \cosh ^{2}Z=1+z^{2}} أو {\displaystyle \mathrm {e} ^{Z}=\sinh Z+\cosh Z}
البناء الهندسي لدالة sinh في ℝ على ℝ يُحقق إذن المتساوية التالية:
{\displaystyle \operatorname {arsinh} (x)=\ln \left(x+{\sqrt {1+x^{2}}}\right)}.